# ピンチランナー (映画)
『ピンチランナー』（Pinch Runner）は、2000年5月に封切られたモーニング娘。主演の劇場映画。
マラソンがメインテーマである本作品では、メンバーがマラソン大会に出場するシーン等がある。これは当時、茨城県ひたちなか市で開催された「ひたちなか全国少女駅伝大会」にモーニング娘。が実際に参加して撮影した物である。

## あらすじ
沈みかけた廃船の先に一人の少女。何処までも続く海沿いの道を、独り黙々と走り続ける少女がいた。品行方正をモットーとする女子校、朝比奈学園陸上部・峰岸あゆみ。唯一の陸上部員である。成績は常に学年のトップ、所謂優等生だが、いつも彼女は独りだった。しかし、そんなあゆみを見つめる瞳があった。一人は朝比奈学園1年の長谷川さなえ。お嬢様学校の生徒らしからぬ派手な行動で注自を集める元気娘。そして、もう一人は同じ街の男子校の生徒でサーファーの後藤俊也。彼にとっても、毎日海で見かけるあゆみは気になる存在となっていた。
そんなある日、陸上部の部室がある老朽化した体育倉庫に落雷が直撃。中には練習から戻ったばかりのあゆみが…。燃え盛る体育倉庫の前では、陸上部入りを決意していたさなえ、その良き理解者で大病院の娘である松本道子、バスケ部のエース・仙道麗子、同じくバスケ部に所属しているが誰からも相手にされない林原真穂の4人が降りしきる雨の中で何も出来ずに立ち尽くしていた。その頃俊也は、見かけはボロだが学生達に人気の町のパン屋に仲間達と一緒に居た。その中には幼なじみの俊也に思いを抱く、朝比奈の生徒・神崎知子の姿も。火事の知らせに学園へと向かう俊也達。パン屋の店員で学生達の姉責分的存在の増田郁恵も一緒に駆け付ける。グラウンドに駆け付けた俊也に向かってさなえか叫ぶ。「お願い、助けてあげて！」知子が止めるのも聞かずに炎の中へと消えていく俊也。気を失って倒れているあゆみを抱えて外に出る俊也。朦朧とした意識の中、あゆみの記憶には俊也が身に付けていたハワイアン・ジュエリーだけが残されていた。
この火事をきっかけに、彼女達には不思議な友情が芽生え始める。たった一人の陸上部に真穂とさなえが加入。あゆみの事を恋のライバルと感じた知子も陸上部入りを宣言。バスケ部のエースである麗子も自殺未遂騒動の果てに、陸上部入りする事となった。
聾唖の母親との関係に悩むあゆみ。父親から躾と言う名の暴力を受け続ける真穂。治療法の無い心臓病を抱え、死の恐怖と隣り合せにいる道子。初めての挫折に自分を見失う麗子。自分らしく生きたいと願うさなえ。頑張る事を拒否して来た郁恵。俊也への届かぬ思いに心を痛める知子。
それぞれが、それぞれの問題を抱えながらも、駅伝大会出場と言う目標を通じて気持ちを一つにする。駅伝は誰か一人が欠けたなら成立しない。それは、空に架る7色の虹が、どれか一色が欠けたなら虹として存在しないのと同じようなもの。
彼女達7人も、友情と言う名のタスキで虹を架けるべく、駅伝大会へと挑む。自分を信じ仲間を信じる。その先に、きっと大切な何かが待っている筈。
今、友情のレースがスタートした。

## 出演
- モーニング娘。
  - 増田郁恵：中澤裕子
  - 仙道麗子：飯田圭織
  - 峰岸あゆみ：安倍なつみ
  - 神崎知子：矢口真里
  - 松本道子：保田圭
  - 林原真穂：市井紗耶香
  - 長谷川さなえ：後藤真希
  - 石川梨華
  - 吉澤ひとみ
  - 加護亜依
  - 辻希美
- メロン記念日
  - 村田めぐみ
  - 斉藤瞳
  - 大谷雅恵
  - 柴田あゆみ
- 平家みちよ
- 稲葉貴子
- 信田美帆
- 前田有紀
- 三佳千夏
- ミカ
- RuRu
- DANIELLE
- LEHUA
- 俊也：押尾学
- 愛子：北川弘美
- 校長：北村総一朗
- 町田先生：光浦靖子
- 高山先生：近藤芳正
- 峰岸孝子：松坂慶子
- 真穂の父：斎藤洋介
- マラソン選手：エスタ・ワンジロ
- 智：高田宏太郎
- 弘：美勇士
- 明：内田滋啓
- 登：田中信行
- 悟：荒川智大
- 良男：大塚朝之
- 八百屋：迫英雄
- 魚屋：山の湖
- 東海大学付属翔洋高等学校 バスケットボール部・チアリーディング部
- 荒木佳代子  大塚麻恵 ももちあずさ  西崎華子  伊沢亜耶  清水智子  林百合子  堀口希海  小口由加奈  山田真弓  春山幹介  酒井香菜　嵯峨野礼子  野村みどり  柳沢徳恵  宮川誉代  田丸陽子  山田亜紗子  太田真利子  引田理紗  葉山恵里  岡田めぐみ  関原さゆき  今村美歩  森真由美  豊原愛  山本幸奈  松本香織  桜弥里  知久祐子  小川智美  秋葉さやか  片倉智子  安倍基江  市川灯絵  岩村愛  井上恵未里  木村友華  小林美絵  今橋啓子  平屋早百合  杉林江利奈  橋本佳子  小林望  石山恵  成田千里  乾静佳  竹平幸江  市原明日香  小宮留美  西口彩乃  数田美香  加藤栄里 関根和佐  小菅ちづる  中島あや  金子智香  二宮美花  菊池亜衣 ファンキーモンキークリニック

## スタッフ
- 企画：山﨑直樹（アップフロントエージェンシー（現：アップフロントプロモーション）） 岡田裕介（東映） 宮川鑛一（テレビ東京）
- 監督：那須博之
- 原案：萩原史子
- 脚本：斎藤葉子 益川知実
- プロデューサー：佐藤尚 冨永理生子 福田一平
- 音楽：前嶋康明
- 撮影：藤石修
- 助監督：上山勝彦 本多幹祐 神徳幸治
- 脚本協力：山田政史 桂樹茉莉 プラネット・ラボ
- 撮影助手：笠告誠一郎 小松高志 蛯原勇 千葉史朗 真船毅士
- 製作担当：菊池敦夫
- 協力カメラマン： 岩松茂 小川洋一 栢野直樹 佐光朗 田口晴久 田中潤
- 音楽プロデューサー：津島玄一 宮地修平
- 音楽制作：東映音楽出版 ローファーズハウス
- 美術：和田洋
- 装飾：大庭信正
- 美術助手：川合重則
- 装飾助手：鶴岡久美 高橋瑞穂
- 録音：柴山申広
- 録音助手：田中博信 池田雅樹
- 音響効果：真道正樹 深井康幸
- 選曲：薄井洋明
- リーレコ：上田武志
- DBオペレーター：倉林若菜
- タイミング：永沢幸治 平井正雄
- 照明：渡辺三雄
- 照明助手：守利賢一 井上真吾 植田力哉 本多清晃 大西盛士 松下里美
- 編集：只野信也
- ネガ編集：橋場恵
- 編集助手：斉藤和彦
- キャスティング：福岡靖裕
- 進行主任：小林智裕
- スクリプター：樽角みほり
- 特機：古川元裕
- 衣裳： 杉山敦子 渡辺純好
- スタイリスト：深美きよ美 松田綾子
- ヘアメイク：高橋和美 丸山智美 望月志穂美 中田マリ子
- 操演：羽鳥博幸
- 演技事務：佐藤英明 木村芳子
- 製作進行：土田真通 河野隆志 若月健太郎 町田虎睦
- 駅伝大会進行：林周治
- ランニング指導：山下誠（玉川大学陸上競技部コーチ）
- 手話指導：松田一志 （ワールドパイオニア） 宮澤典子
- 医学監修：米山公啓
- バスケット指導：金物まゆみ 上野薫
- テキスタイル画面：古口牧子
- コンピューター画面：4Dbox トヨシマビジネス
- コンピューターインストラクター：山本千夏 芳賀明勇
- VFXスーパーバイザー：根岸誠
- デジタル画像処理：東映化学デジタルテック
- 技術協力：東通 近藤弘志 大井徹 鈴木康夫 奈良岡敏勝 海老谷充 柄松真一郎 金内健 加藤拓 高橋功 岩田国康 井上久徳 藤井明里 中沢強 宮原満明 大野典明 佐野恵一
- 宣伝プロデューサー：杉田薫
- 宣伝：星玲子 渋江俊一 里登志幸
- スチル：加藤義一 池永一之 渡辺さとる 尾形和美 井上匠
- ドルビーステレオ・技術協力：森幹生
- 車輌：ホリオート
- 大道具：東京美工
- 衣装：東京衣裳
- 小道具：高津装飾美術
- 照明機材：ライトワーク
- フィルムサプライ：富士フイルム
- エキストラ：東映アカデミー T.H.サクセスプロモーション 劇団東俳 ドーバーブラザーズ 劇団ひまわり テアトルアカデミー 東京児童劇団 宝映テレビプロダクション マニアマニア ファイブエイト aiカンパニー フレッシュハーツ
- カースタント：アクティブ21
- 主題歌「ナチュラル〜抱きしめてこのままで〜」
  - 作詞：まこと つんく♂
  - 作曲：根本要
  - 唄：STARDUST REVUE with 翔子（zetima）
- 協力：カネボウ デサント JT ファミリーマート
- 特別協力：『ひたちなか全国少女駅伝大会』実行委員会 茨城県ひたちなか市 国営ひたち海浜公園 日立製作所 室谷産業 日本加工製紙 テイケイ 平方亨
- 支援：陸上自衛隊勝田駐屯地
- 撮影協力：東海大学付属翔洋高等学校 静岡県清水市（現・静岡市清水区） 熱海駅前平和通り名店街
- 現像：東映化学工業
- 製作協力：東映東京撮影所
- 製作：『ピンチランナー』製作委員会 アップフロントエージェンシー（現：アップフロントプロモーション） 東映 テレビ東京 テレビ東京ミュージック 電通 吉本興業

## 関連出版物
- 「モーニング娘。を追いかけろ! - 映画『ピンチランナー』公式メイキング・ブック」（2000年5月、メディアファクトリー、なかよし編集部編）ISBN 4-840100764

## ひたちなか全国少女駅伝大会 2000年記念大会

### 概要
ひたちなか市およびひたちなか市教育委員会の主催により開催。年間行事として行われる大会ではなく、「ピンチランナー」の撮影の為に1度きりで開催された大会である。
代表者1名（成人）及び選手8名以内（13 - 19歳までの女子／補欠3名を含む）を1チームとするチーム編成の対抗戦。一般公募の50チーム（内、4チームが棄権）及び特別枠5チームの全51チームにより争われた。

#### 日時
平成12年（2000年）4月16日 午前11時00分スタート

#### コース
ひたちなか市総合運動公園陸上競技場　発・着
国営ひたち海浜公園　周回
5区間 21.0975km
朝比奈学園陸上部及びハロー!プロジェクト特別チームの編成は下記の通り。
| No. | チーム名             | 代表者               | メンバー | 最終順位 |
| --- | -------------------- | -------------------- | --- | -------- |
| 1   | 朝比奈学園陸上部     | 増田郁恵（中澤裕子） | 1区：長谷川さなえ（後藤真希）、2区：林原真穂（市井紗耶香）、3区：仙道麗子（飯田圭織）、4区：神崎知子（矢口真里）、5区：峰岸あゆみ（安倍なつみ）、補欠：松本道子（保田圭） ※一般枠として出場 | 38位     |
| 101 | ハロー!プロジェクト1 | なし                 | 稲葉貴子、信田美帆、本多ルル、平家みちよ、世木マリコ（平家みちよマネージャー） | 34位     |
| 102 | ハロー!プロジェクト2 | なし                 | MIKA、DANIELLE、LEHUA、前田有紀、三佳千夏 | 50位     |
| 103 | ハロー!プロジェクト3 | なし                 | 村田めぐみ、斉藤瞳、大谷雅恵、柴田あゆみ、菊池亜衣（戸田鈴音が当初の出場メンバーだったが大会3日前に扁桃腺炎を発症し、ドクターストップを受けた為代走として出場）                             | 39位     |